# مجموعه قوانین تئودوسیوس

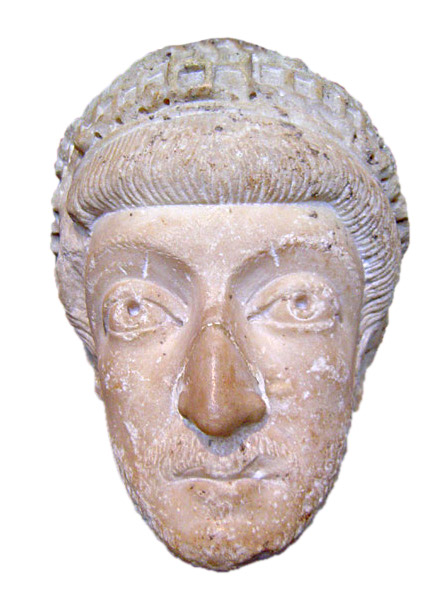
مجسمه تئودوسیوس

مجموعه قوانین تئودوسیوس (به لاتین: Codex Theodosianus)، قوانین تئودوسیان مجموعه‌ای از قوانین مرتبط با حقوق رومی که تحت نظارت امپراتوران مسیحی از سال ۳۱۲ میلادی تدوین شد. هیئتی به دستور امپراتور تئودئوس دوم و والنتینیان سوم در ۲۶ مارس ۴۲۹ تشکیل شد و این جمع‌آوری قوانین توسط قانون اساسی ۱۵ فوریه ۴۳۸ میلادی انتشار یافت و از ژانویه ۴۳۹ در بخش شرقی و غربی امپراتوری روم لازم اجرا شد. متن اصلی این قوانین در بریویاری آلریک (لکس رومانا ویزیگوتروم نیز نامیده می‌شود) پیدا شد که در ۲ فوریه ۵۰۶ منتشر شده است.